# Propair
Propair Inc., действующая как Propair, — канадская авиакомпания со штаб-квартирой в городе Руин-Норанда (провинция Квебек), выполняющая чартерные пассажирские перевозки и работающая в области обеспечения деятельности мобильных бригад скорой медицинской помощи (санитарная авиация).
Портом приписки авиакомпании является Аэропорт Руин-Норанда, её вторичным транзитным узлом (хабом) — Международный аэропорт имени Пьера Эллиота Трюдо.

## История
Авиакомпания была основана Джин и Луисом Проновостами в 1981 году на базе двух приобретённых ими местных перевозчиков La Sarre Air Service и Air Fecteau. Первоначально Propair выполняла рейсы в труднодоступные населённые пункты провинции, не имеющие собственных аэродромов. Некоторое время спустя авиакомпания вышла приобрела турбовинтовые пассажирские самолёты малого класса и вышла на рынок чартерных перевозок Квебека.

## Деятельность
В настоящее время Propar совершает чартерные пассажирские и грузовые перевозки по населённым пунктам большей части провинции Квебек, в Онтарио и другие аэродромы северо-восточной части Канады. Компания работает по контракту в области обеспечения перевозок бригад скорой медицинской помощи, а также предлагает услуги по перевозке топлива и разных грузов из её базового аэропорта в Руин-Норанда.

## Флот
По состоянию на июнь месяц 2010 года воздушный флот авиакомпании Propair составляли следующие самолёты:

## Авиапроисшествия и несчастные случаи
- 8 июня 1998 года, рейс 420 Международный аэропорт Монреаль-Дорваль-Аэропорт Питерборо (Онтарио). Самолёт Fairchild Swearingen Metroliner II. Во время набора высоты возник пожар в одном из двигателе самолёта. Пилоты попытались совершить аварийную посадку в Международном аэропорт Монреаля Мирабель, однако, лайнер разбился, не долетев до взлётно-посадочной полосы аэропорта. Погибли два пилота и девять пассажиров, находившиеся на борту[3].

- 18 октября 2006 года, рейс 101 Международный аэропорт имени Пьера Эллиота Трюдо-Аэропорт Монреаль/Сент-Хьюберт, самолёт Beechcraft King Air 100. Через несколько минут после взлёта из аэропорта отправления возникли неполадки в системе электропитания лайнера. Пилот сумел выйти из облачной зоны, продолжил полёт по правилами визуальных полётов и благополучно посадил самолёт в аэропорту назначения[4].